# Фрідріх Крупп

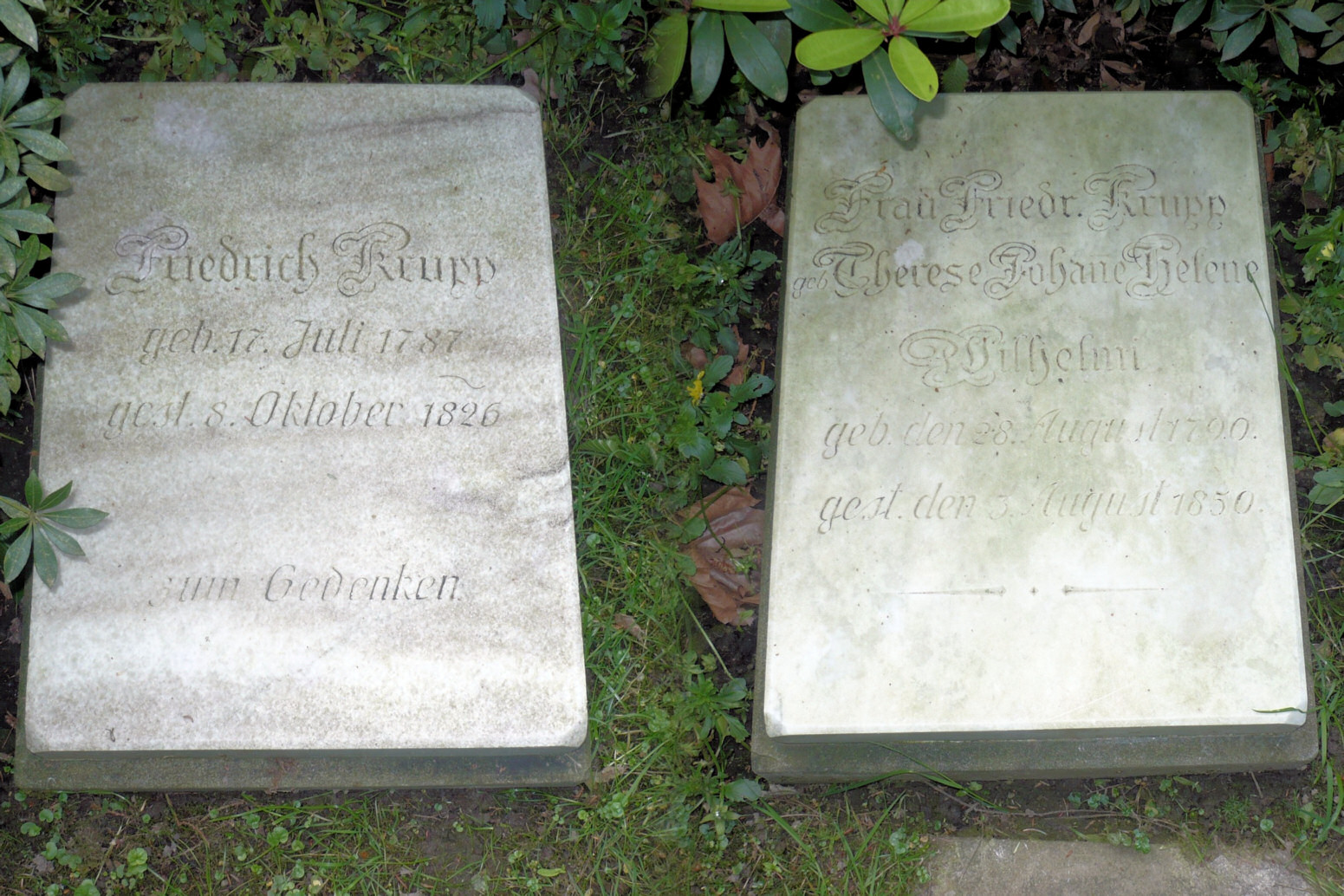
Могила Фрідріха Круппа

Фрідріх Карл Крупп (нім. Friedrich Karl Krupp; 17 липня 1787, Ессен — 8 жовтня 1826, Ессен) — німецький підприємець, промисловець. Засновник династії-промисловців Круппів.

## Життєпис
Народився в м. Ессен. Був сином Петронелли Форстгоф та Пітера Фрідріха Вільгельма Круппа, власника металургійного заводу «Добра Надія», яким керував разом з матір'ю Хеленою-Амалією. Молодий Фрідріх недовго жив з батьком, у 1795 році останній помирає. З цього моменту опіку над молодим Круппом бере бабусі Хелена-Амалія Крупп (уроджена Ашерфельд).
У 1807 році Фрідріх Крупп одружується на Терезі Вільгельмі, в посаг за якою отримав завод в Штеркраді. На цьому заводі Фрідріх почав виготовляти печі, казани, пательні, частини для парової машини. Для розвитку виробництва потребувалися кошти, які надавала онукові Хелена-Амалія. У 1808 році був вигідно проданий завод «Добра Надія».
Водночас Фрідріх Крупп разом із своїм братом Вільгельмом заснував бакалійну фірму й став продавати товари, які завозив із-за кордону. Здебільшого торгівля велася цукром, кавою та індиго. Проте це тривало недовго — у 1811 році митний кордон повністю закрився, перевозити товар стало небезпечно. Водночас Фрідріх займається громадською діяльність. Він стає міським радником Ессена та купує сталеливарну фабрику поблизу міста, яку назвав «Фрідріх Крупп для виробництва англійської сталі та виробів з неї» (30 листопада 1811 року). На цій фабриці Фрідріх Крупп виготовляє литу сталь, яка повинна була замінити англійську тігельну сталь. Він інвестував у виробництво 30 тисяч імперських талерів, у 1813 році фабрика запрацювала на повну потужність.
Фрідріх розшукував поклади глини, експериментував для отримання сплавів графіту із глиною. Спочатку в цій справі йому допомагали брати Кехель, проте невдало.
З самого початку заводу Фрідріха Круппа виробляв сталь різної загартованості. 30 жовтня 1816 року відбулося перше постачання вилитої сталі, а з 1817 року почалося виробництво валків з литої сталі.
Практично за весь час з моменту купівля фабрики Фрідріх Крупп здійснював будівництво, зокрема виробничих корпусів, ковалень, плавилень. У 1818—1819 він так захопився цим, що фактично покинув займатися розбудовою виробництва, що відобразилося на становищі фабрики. Значно скоротилися замовлення, зменшилися вільні кошти. Незважаючи на це 18 жовтня 1819 року була відкрита нова сталеливарна фабрика. У 1820 році підприємство Круппа почало випускати інструмети, пили, дзвіночки.
Фінансовий ж стан Фрідріха Крупп все ж був важким. Родина почала розпродавати майно, щоб розрахуватися з кредиторами. Так, мати Фрідрі — Петронела продала свій маєток Форстгоф, Фрідріх — маєток Нірманнсгоф та нерухомість біля м. Штаде та в Ессені. Проте розрахуватися не вдалося. Внаслідок цього в останні роки життя Фрідріха Круппа його сталеливарна фабрика практично не діяла. У 1824 році навіть його власний маєток, де він мешкав, було продано тестю — Вільгельмі. Сам же Фрідріх став жити з дружиною й дітьми у невеличкому будинку біля майстерні на фабриці.
Помер Фрідріх Крупп 8 жовтня 1826 року в Ессені.

## Родина
Дружина — Тереза Вільгельмі
Діти:
- Альфред (1812—1887)
- Герман
- Фрідріх